# Mürren

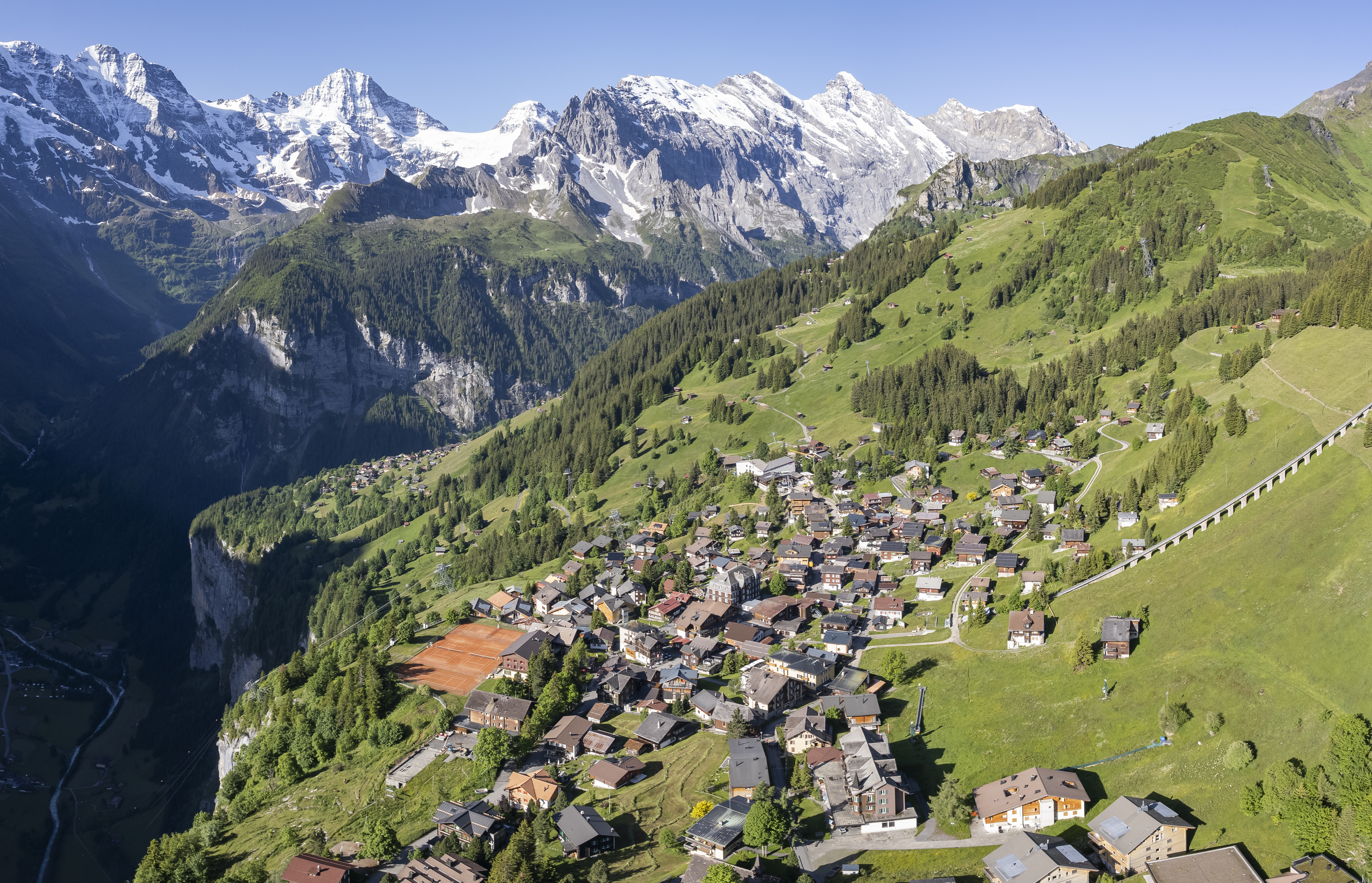
Mürren

Mürren és un poble tradicional de muntanya a les terres altes berneses de Suïssa, situat a 1638 metres sobre el nivell del mar. Una de les seves pecualirtats és que no s'hi pot accedir per carretera. El poble té una vista de les tres muntanyes més altes de la zona: l'Eiger, el Mönch i el Jungfrau. Amb una població resident de 450 persones, compta amb 2.000 places hoteleres.

## Història

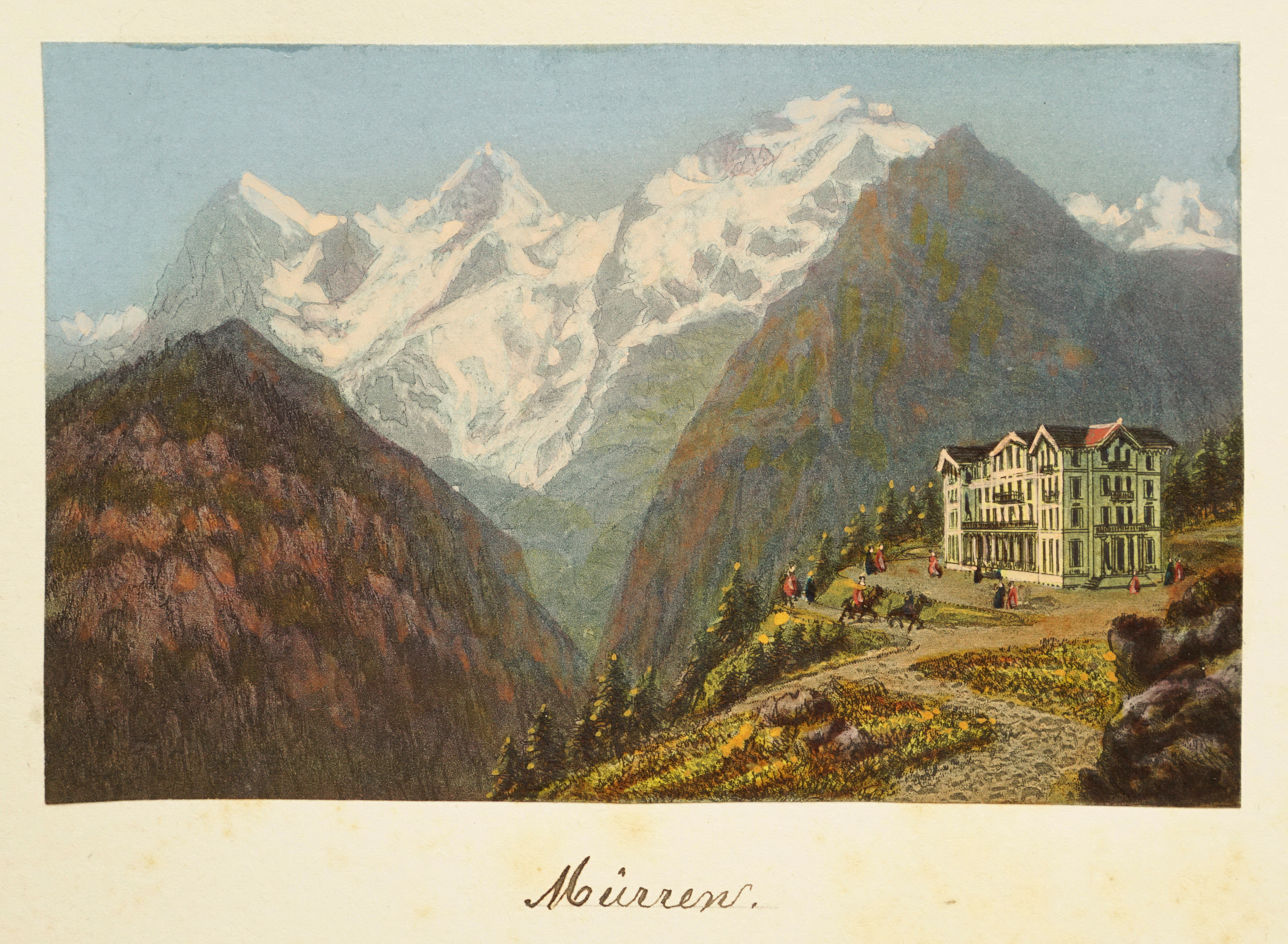
Mürren cap al 1875 (al fons: Eiger, Mönch i Jungfrau). Aiguafort de Heinrich Müller

Mürren s'esmenta per primer cop l'any 1257 com a Mons Murren (munt Mürren). Probablement va ser una pastura alpina fins a l'assentament dels immigrants de Lötschental poc després del 1300.
El primer hotel va ser construït l'any 1857 per la cooperativa agrícola de Mürren, la Bäuert . Abans de l'obertura del ferrocarril de muntanya Lauterbrunnen–Mürren el 1891, els hostes només podien arribar a Mürren mitjançant el trànsit de mules (vegeu la imatge). Malgrat tot, ja comptava amb 310 places hoteleres cap al 1888. Fins a la Primera Guerra Mundial, els turistes que hi arribaven eren principalment britànics. Per aquest motiu, es va erigir una església anglicana per atendre'ls ja el 1878.

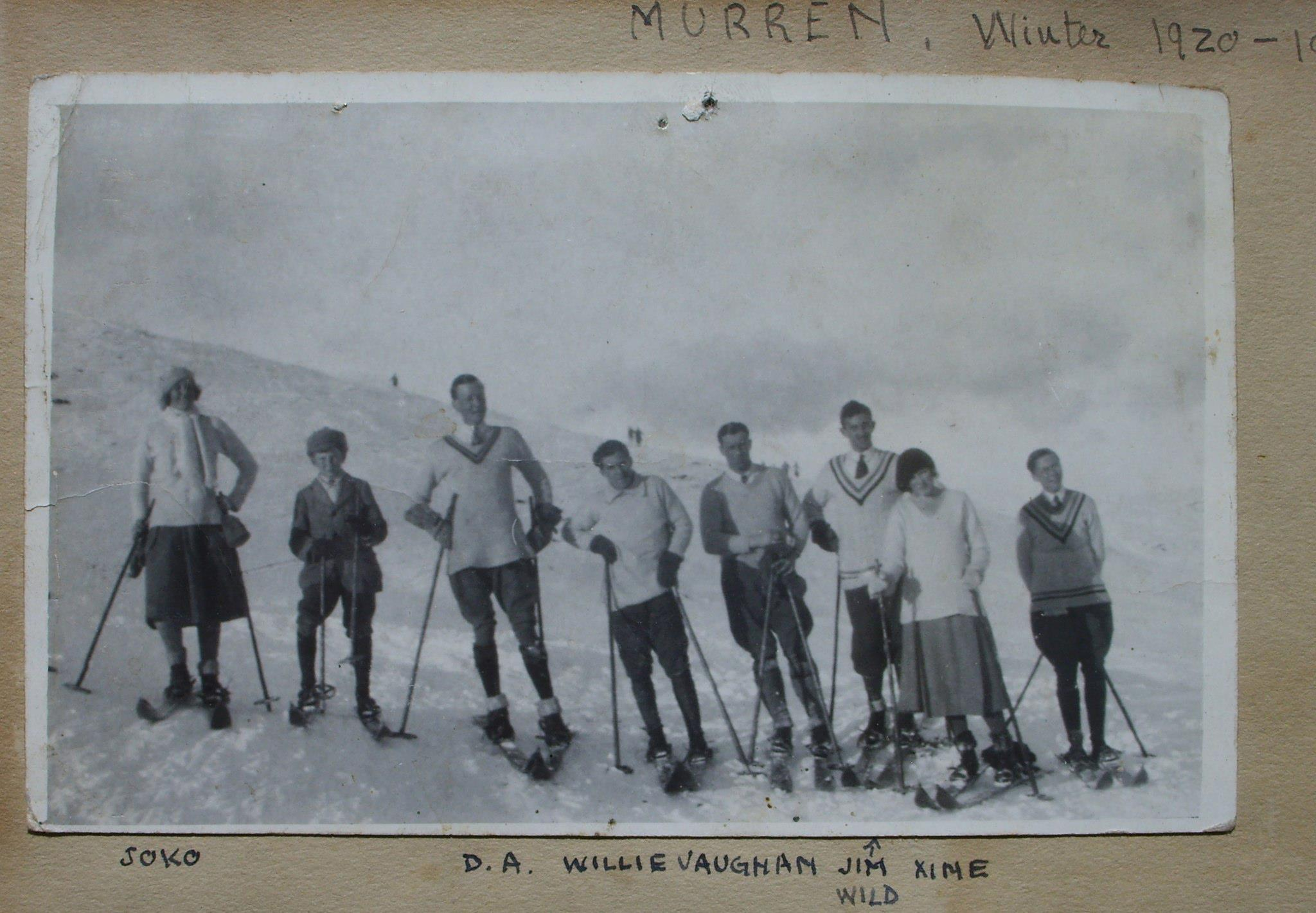
Donald Clive Anderson esquiant amb Wellie Vaughan, Jim Wild, Xine, Soko a Mürren, Suïssa, hivern 1920/1921

Els esports d'hivern han estat una part important de la història de Mürren des que van arribar els primers turistes d'hivern britànics el 1911. Durant la Primera Guerra Mundial, diversos grups de presoners de guerra ferits es van allotjar aquí pendents de repatriació i van tenir un paper en el desenvolupament dels esports d'hivern. El 1924, el Kandahar Ski Club va ser creat per Sir Arnold Lunn (l'estàtua del qual es troba fora de l'estació de tren) i vuit esquiadors britànics més. El club pren el seu nom de la Roberts of Kandahar Challenge Cup, que es va presentar per primera vegada el 1911. Aquesta, la copa de desafiament sènior del món per a curses d'esquí alpí, va ser presentada per Lord Roberts, que va guanyar la Batalla de Kandahar a la Segona Guerra Anglo-Afganesa.

## Política
Mürren es troba al cantó de Berna, al districte d'Interlaken i pertany al municipi de Lauterbrunnen, juntament amb els pobles de Wengen, Isenfluh, Gimmelwald i Stechelberg.

## Transport

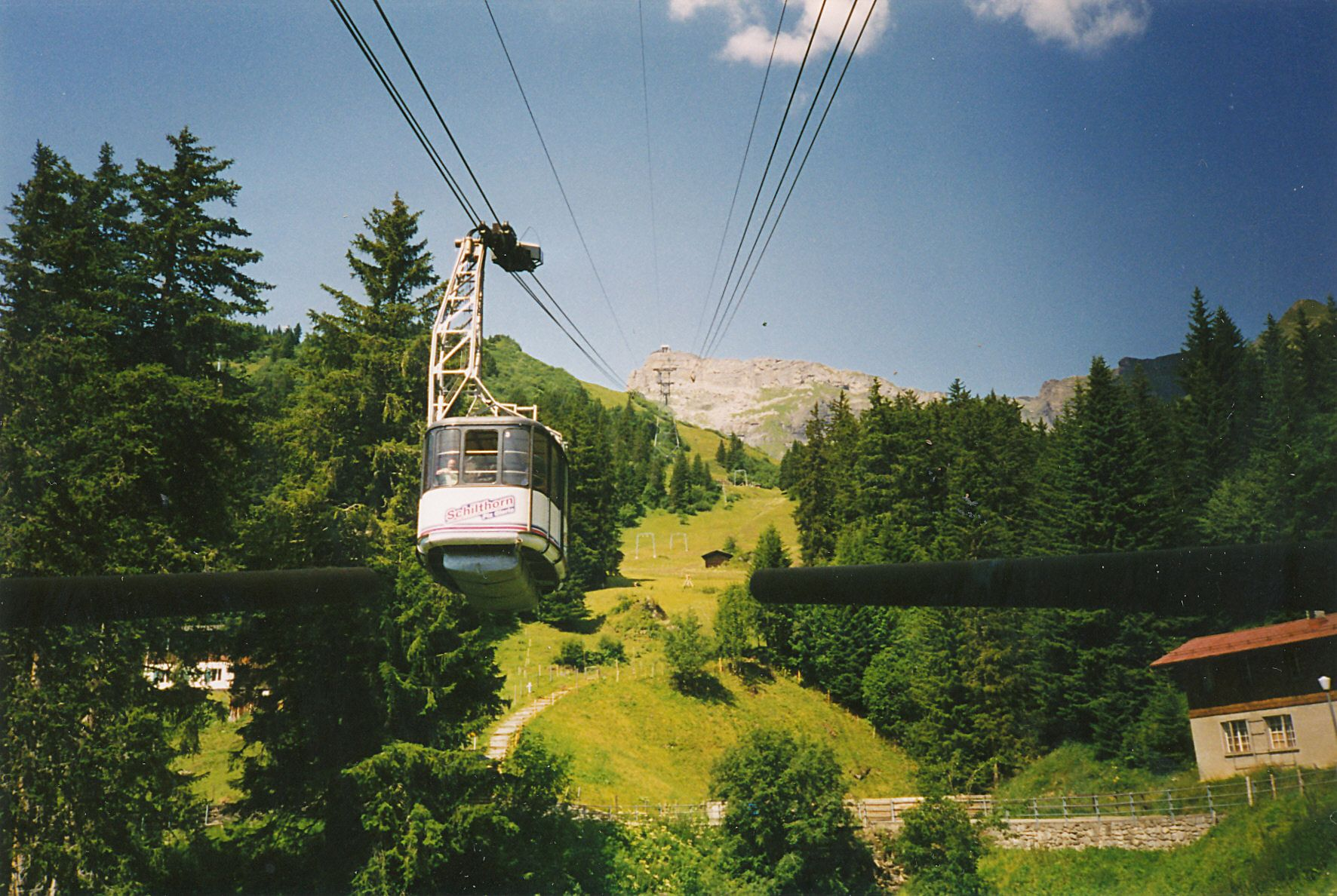
El telefèric a Schilthorn

L'estació de Mürren és el terme de la Bergbahn Lauterbrunnen-Mürren, que consta d'un telefèric i un ferrocarril de via estreta que connecta Mürren amb Lauterbrunnen.
Una sèrie de quatre telefèrics, coneguts com a Luftseilbahn Stechelberg-Mürren-Schilthorn (LSMS), ofereixen transport des de Mürren baixant fins a Gimmelwald i Stechelberg, i pujant fins al cim del Schilthorn i el restaurant giratori Piz Gloria. L'estació inferior del telefèric és a aproximadament 800 metres al sud-oest de l'estació de ferrocarril, a l'altre extrem de Mürren. Aquest va ser un lloc de rodatge principal per a la pel·lícula de James Bond On Her Majesty's Secret Service, estrenada el 1969, en la qual l'espia fictici James Bond (George Lazenby) va escapar de la seu d' Ernst Stavro Blofeld (Telly Savalas) i va fugir dels sequaços de Blofeld en un cotxe conduït per la seva xicota Tracy (Diana Rigg).
Hi ha un telefèric addicional que va directament de Mürren a Stechelberg, però està reservat per al moviment de mercaderies i només s'utilitza per al transport públic en temps de reparació del telefèric normal.
Mürren és també el terme inferior de l' Allmendhubelbahn, un funicular.

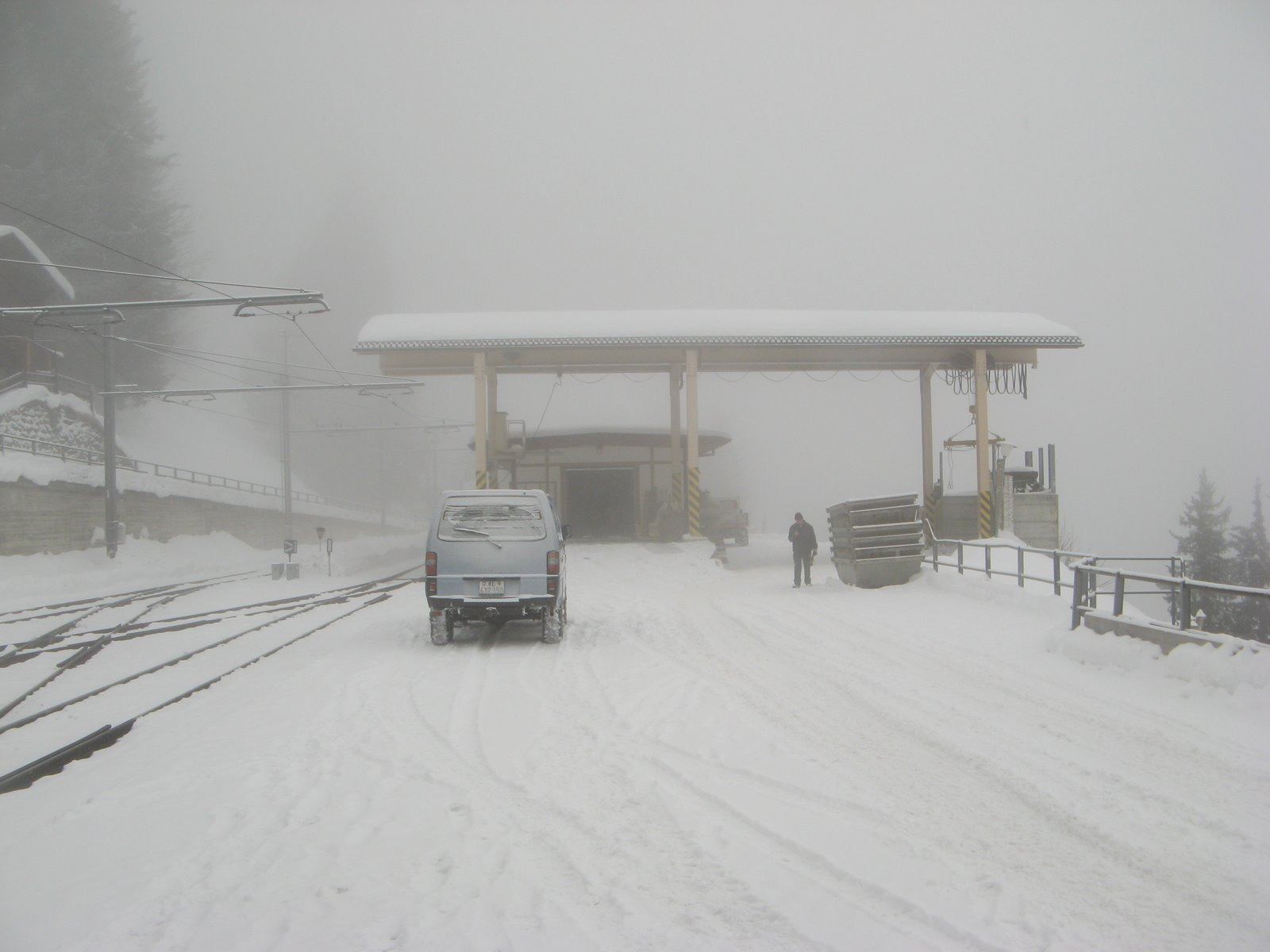
L'estació de Mürren a l'hivern

## Activitats de lleure
Mürren compta amb un total de 52 km de pistes d'esquí i 14 remuntadors (sis telefèrics, set telecadires, tres vies de tren i dos telecabines). També hi ha l'opció de fer esquí fora de pista, però cal comptar amb un guia per fer-lo.
Dins del poble hi ha un gran poliesportiu amb piscina de 25 metres, pavelló poliesportiu, sala de fitness, cafeteria, centre d'informació i altres instal·lacions. Hi ha una gran pista de patinatge que de vegades s'utilitza per a competicions de curling, així com una pista de curling específica que a l'estiu és una pista de tennis. La pista de gel es converteix en un camp de minigolf durant els mesos d'estiu. A l'estiu també hi ha pistes de tennis a prop del xalet esportiu, situat a 1650 metres d'altitud, són unes de les pistes de tennis de més altitud del món.

## Hotels
Hi ha nombrosos hotels a Mürren, com ara l'Hotel Alpenblick, l'Hotel Alpenruh, l'Alpina, l'Hotel Bellevue, l'Hotel Blumental, l'Hotel Edelweiss, l'Hotel Eiger, l'Eiger Guesthouse, l'Hotel Jungfrau, l'Hotel Regina i el Sportschalet.

## Destacats i esdeveniments
L'any 1928 es va crear la carrera de l'infern, que continua fins avui. La International Inferno Race, que inclou curses de fons, eslàlom gegant i descens, és la més llarga (15,8 km) i la cursa d'esquí amateur més gran del món, amb un límit de 1.800 participants. Se celebra el gener. Els participants més ràpids completen els 15.8 km de Schilthorn a Lauterbrunnen en només 15 minuts.

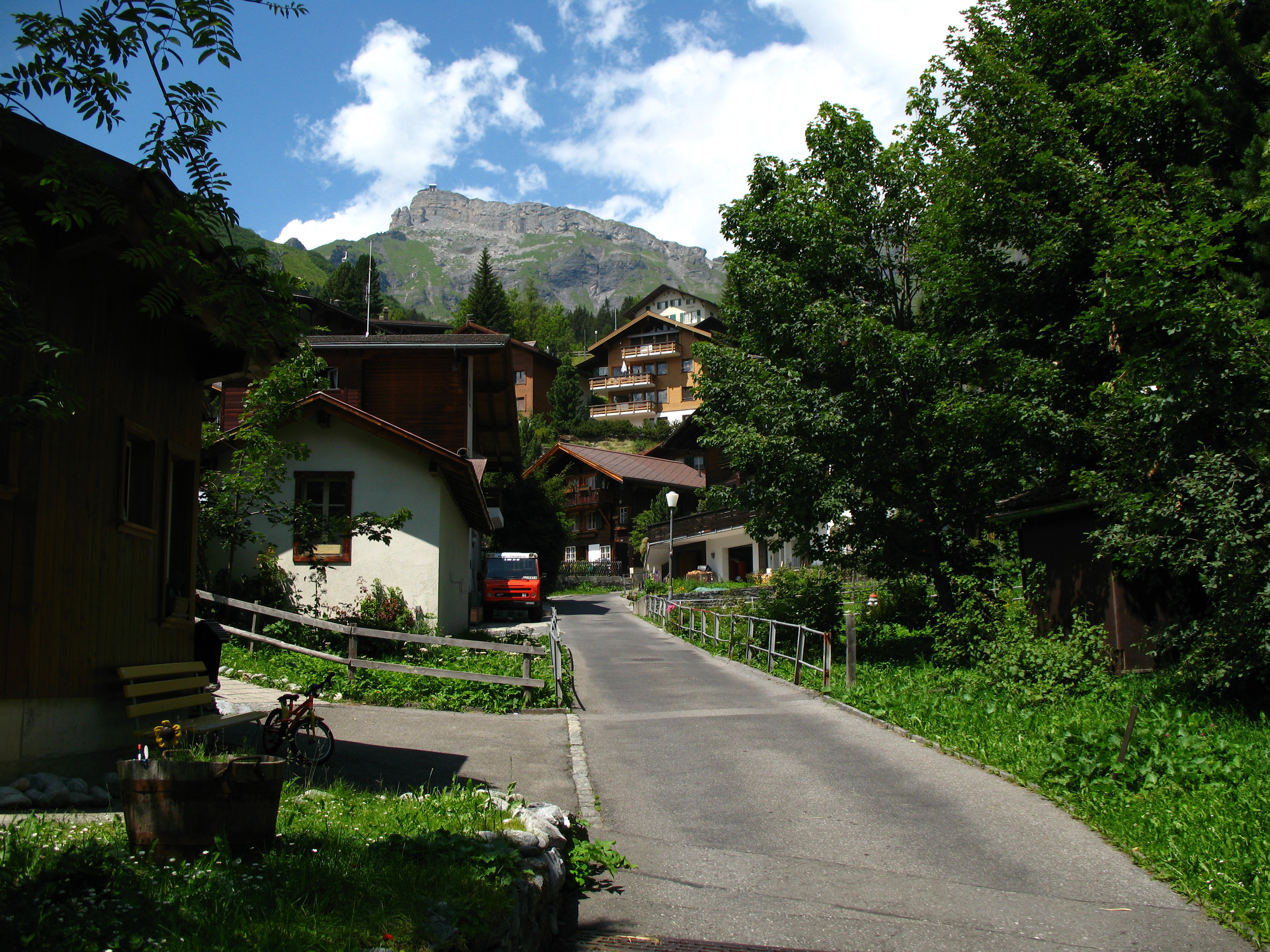
Carrer de Mürren
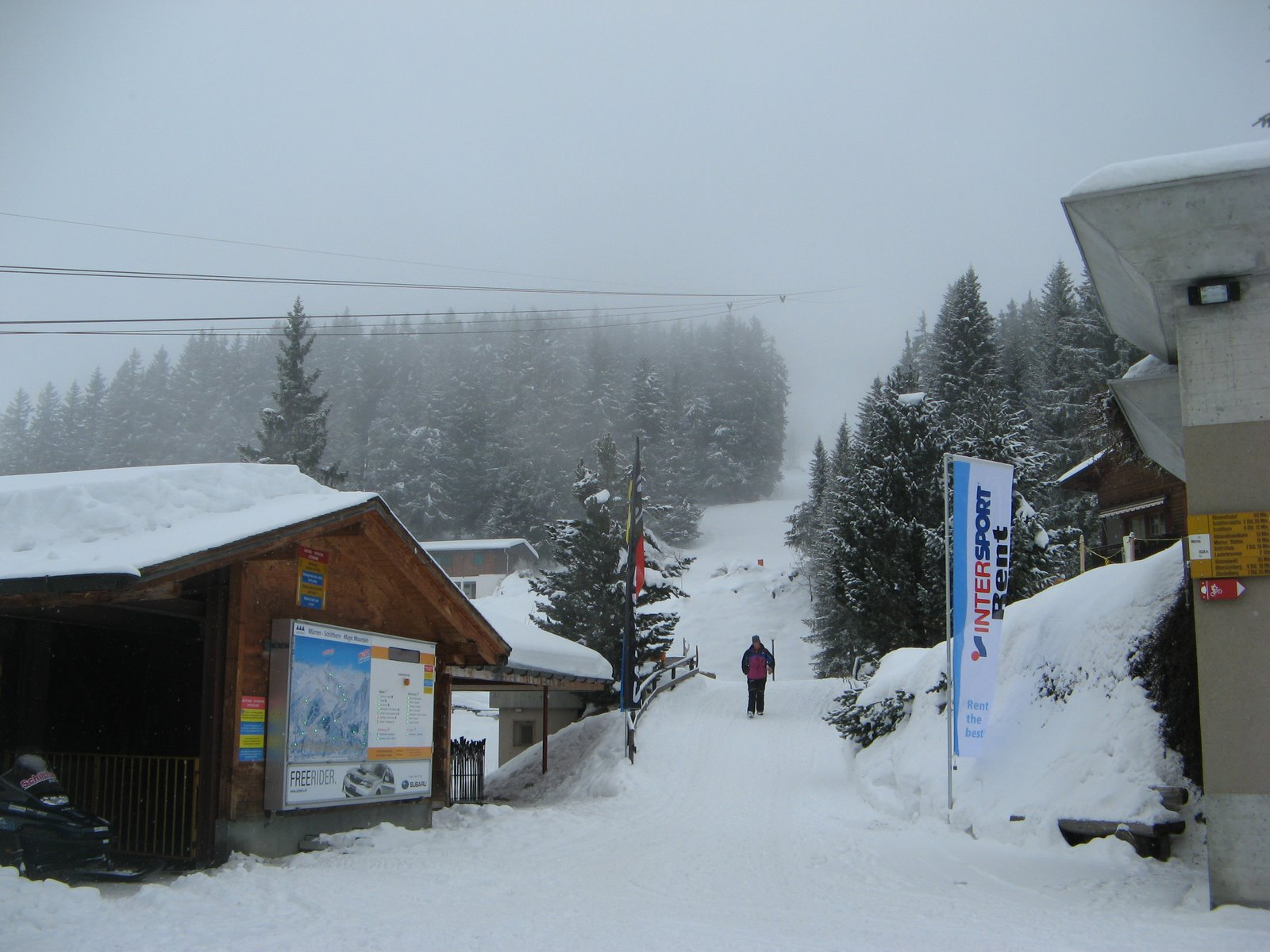
Carrer de Mürren a l'hivern
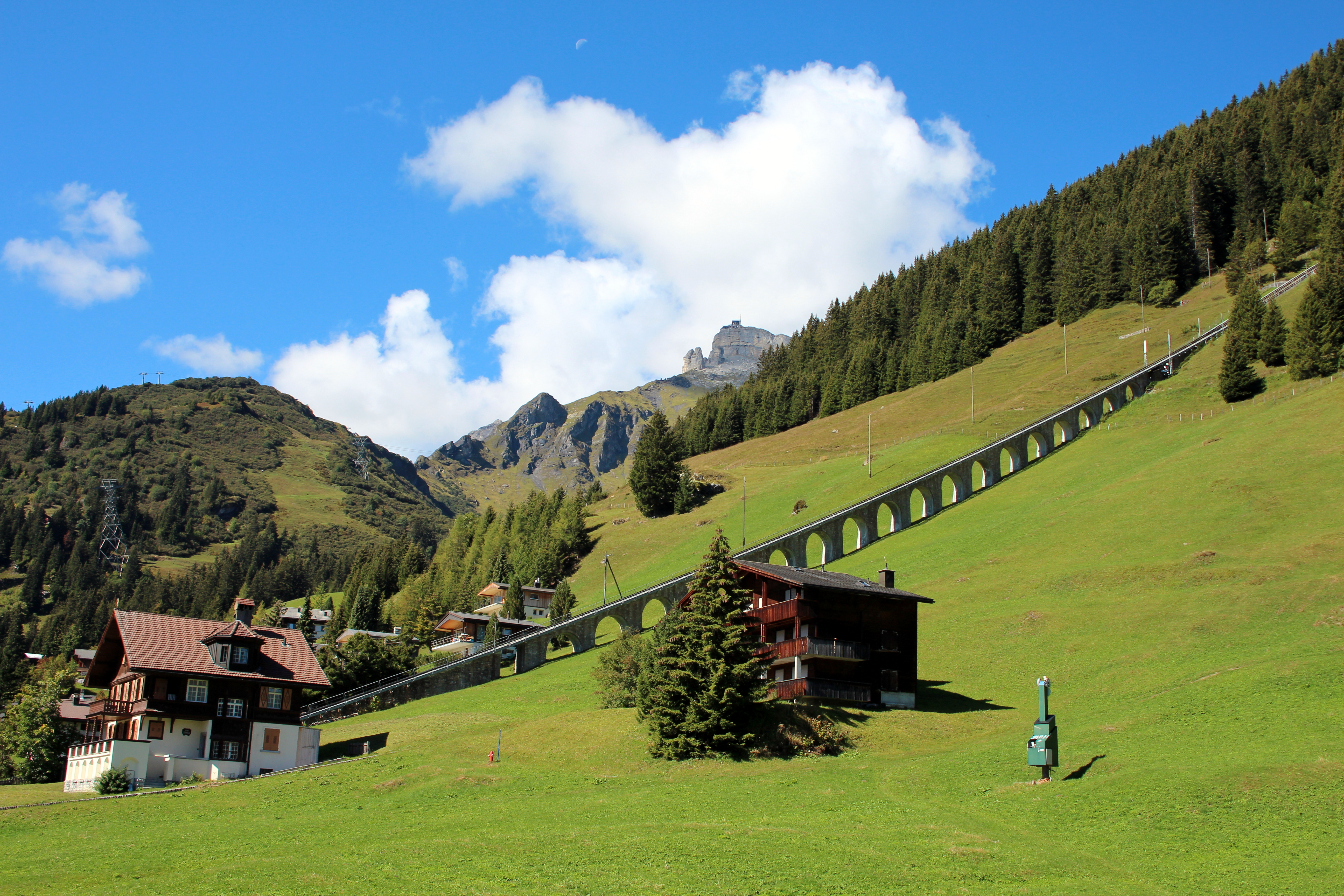
El funicular Allmendhubelbahn a Mürren, Suïssa.
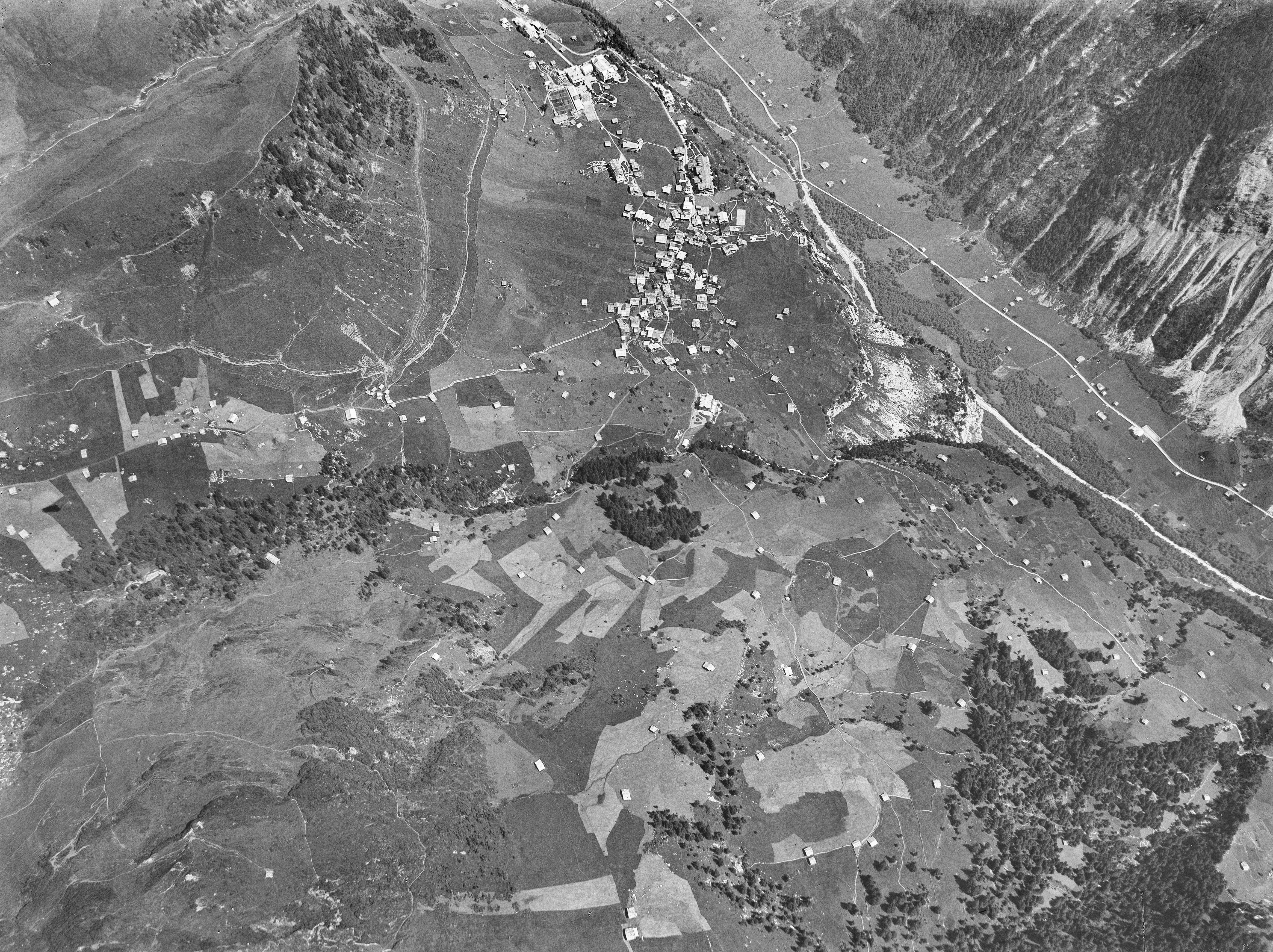
Vista aèria feta per Eduard Spelterini, entre 1893 i 1924